# Eberhard Busch
Eberhard Busch (* 22. August 1937 in Witten/Ruhrgebiet) ist ein deutsch-schweizerischer evangelischer Theologe, war Assistent von Karl Barth, evangelisch-reformierter Pfarrer im aargauischen Uerkheim und Professor für Systematische Theologie in Göttingen.

## Leben
Eberhard Busch ist der Sohn des Pfarrers und Evangelisten Johannes Busch. Er studierte Evangelische Theologie in Wuppertal, Göttingen, Heidelberg, Münster und Basel. Nach dem Theologiestudium war er 1965 bis 1968 persönlicher Assistent bei Karl Barth in Basel, mit dessen Person und Werk Busch stark verbunden ist. Das propädeutische, theologische und praktische Examen legte er 1970 an der Universität Basel ab. 1977 wurde er mit Karl Barths Lebenslauf, seiner Biographie über Barth, in Basel zum Dr. theol. promoviert.
Von 1969 bis 1986 war Busch evangelisch-reformierter Pfarrer der ländlichen Kirchengemeinde Uerkheim bei Zofingen im Kanton Aargau, im schweizerischen Mittelland. Von 1973 bis 1981 war er zusätzlich Radioprediger am Schweizer Radio DRS. 1982 bis 1983 konnte er Professor Klaus Scholder an der Evangelisch-Theologischen Fakultät der Universität Tübingen vertreten. Ab 1986 war er Professor für Systematische Theologie an der reformierten Fakultät der Georg-August-Universität Göttingen.
Neben seiner Göttinger Lehrtätigkeit arbeitete Busch in einer Reihe kirchlicher Gremien mit und hielt Vorträge und Vorlesungen an ausländischen Einrichtungen, u. a. in den USA (Princeton University, Spokane, Holland (Michigan) und Elmhurst (Illinois)) und in Japan.
Als Schweizer Staatsbürger lebt er heute in der Gemeinde Friedland bei Göttingen. Eberhard Busch ist Autor der Internetplattform Göttinger Predigten im Internet.

## Theologische Interessen
Buschs Hauptarbeitsgebiet ist neben der Barth-Forschung die Erforschung und Aktualisierung der reformierten Tradition, u. a. Calvins und der reformierten Bekenntnisschriften. Er gehört zum Herausgeberkreis der im Neukirchener Verlag erscheinenden Calvin-Studienausgabe.
Darüber hinaus arbeitet er zu Themen des Kirchenkampfes von 1933 bis 1945 sowie zu Fragen des Verhältnisses von Kirche und Staat sowie Kirche und Israel.

## Ehrungen
Busch ist Ehrendoktor der Vereinigten Protestantisch-Theologischen Seminare in Klausenburg (Rumänien) und der Theologischen Universität Debrecen (Ungarn).

## Bibliographie (Auswahl)
- Humane Theologie. Texte und Erläuterungen zur Theologie des alten Karl Barth. Zürich 1967.
- Karl Barths Lebenslauf. Nach seinen Briefen und autobiographischen Texten. Gütersloh 1975, 5. Aufl. 1994, engl. Übers. 1976, ital. Übers. 1977, niederl. Übers. 1979; Neuausgabe 2005, engl. Übers. 2005.
- Freiheit und Autorität. Das Generationenproblem in der Sicht des alten Barth (Theologische Studien 119). Zürich 1976.
- Karl Barth und die Pietisten. Die Pietismuskritik des jüngeren Barth und ihre Erwiderung. München 1978, engl. Übers. 2004.
- Juden und Christen im Schatten des Dritten Reiches. Ansätze zu einer Kritik des Antisemitismus in der Zeit der Bekennenden Kirche (Theologische Existenz heute 205). Zürich 1979.
- Glaubensheiterkeit. Karl Barth. Erfahrungen und Begegnungen. Neukirchen-Vluyn 1986, 5. Aufl. 1987, ital. Übers. 1994.
- Die Anfänge des Theologen Karl Barth in seinen Göttinger Jahren (Göttinger Universitätsreden 83). Göttingen 1987.
- Lass meinen Gang gewiss sein. Antworten auf Glaubensfragen. Neukirchen-Vluyn 1987, 2. Aufl. 1989.
- Unter dem Bogen des einen Bundes. Karl Barth und die Juden 1933-1945. Neukirchen-Vluyn 1996.
- Der Freiheit zugetan. Christlicher Glaube heute – im Gespräch mit dem Heidelberger Katechismus. Neukirchen-Vluyn 1998, engl. Übers. 2010.
- Die große Leidenschaft. Einführung in die Theologie Karl Barths. Gütersloh 1998, engl. Übers. 2004.
- Das 1. Gebot vor dem Hintergrund der heutigen religiösen Situation (Kleine Schriften aus dem Reformierten Bund 11). Wuppertal 1998.
- Reformationstag 1933. Dokumente der Begegnung Karl Barths mit dem Pfarrernotbund in Berlin, hg. und eingeleitet von Eberhard Busch. Zürich 1998.
- Verbindlich von Gott reden. Gemeindevorträge. Wuppertal/Neukirchen-Vluyn 2002.
- Credo. Das Apostolische Glaubensbekenntnis. Göttingen 2003.
- Die Barmer Thesen 1934-2004. Göttingen 2004.
- Gotteserkenntnis und Menschlichkeit. Einsichten in die Theologie Johannes Calvins. Zürich 2005, 2. Aufl. 2006, ungar. Übers. 2009.
- Reformiert. Profil einer Konfession. Zürich 2007, ungar. Übers. 2008.
- Karl Barth – Einblicke in seine Theologie. Göttingen 2008.
- Die Akte Karl Barth. Zensur und Überwachung im Namen der Schweizer Neutralität 1938-1945, hg. gem. mit Barbara Schenck und Stefania Centofanti. Zürich 2008.
- Meine Zeit mit Karl Barth. Tagebuch 1965-1968. Göttingen 2011.
- Kurt Müller. Anwalt der Verfolgten im Nationalsozialismus. Stuttgart 2014.
- Barth – ein Porträt in Dialogen. Von Luther bis Benedikt XVI. Zürich 2015.
- Es ist dir gesagt. Predigten (Predigten heute 27). Kamen 2015.
- Zum Zusammenleben geboren. Johannes Calvin – Studien zu seiner Theologie. Zürich 2016.
- Mit dem Anfang anfangen. Stationen auf Karl Barths theologischem Weg. Zürich 2019.

Festschrift
- Christoph Dahling-Sander, Margit Ernst und Georg Plasger: Herausgeforderte Kirche. Anstöße – Wege – Perspektiven, Wuppertal 1997.